# Thomas Kutschaty
Thomas Kutschaty (Essen, 12 giugno 1968) è un politico e avvocato tedesco.